# Lex Aebutia de formulis
Lex Aebutia de formulis – rzymska ustawa wydana między 149 a 126 rokiem p.n.e., uchwalona na wniosek urzędnika Sekstusa Aeliusa. Zgodnie z jej treścią postępowanie legisakcyjne zostało częściowo zastąpione przez postępowanie formułkowe.

## Zakres reformy
Współcześnie nie jest znany dokładny zakres reformy, jakiej dokonano uchwalając lex Aebutia. W liczącym się zakresie postępowanie legisakcyjne funkcjonowało jeszcze, stopniowo wypierane w praktyce obrotu prawnego przez postępowanie formułkowe, przez ponad wiek, do ustaw julijskich z 17 r. p.n.e. (lex Iulia iudiciorum privatorum i lex Iulia iudiciorum publicorum). Przy ich pomocy cesarz August nieomal zupełnie usunął postępowanie legisakcyjne z rzymskiego systemu prawnego. W szczątkowej postaci przetrwało ono do III w. n.e.

## Przyczyny reformy
Po zwycięskich wojnach punickich państwo rzymskie weszło w okres dynamicznego rozwoju. Hamulcem dla gospodarki było jednak archaiczne postępowanie legisakcyjne. Cechował je krępujący formalizm oraz zupełny brak przystosowania do szerokiej wymiany handlowej. Reforma upraszczająca postępowanie i rozszerzająca dostępną ochronę praw prywatnych okazała się niezbędna.